# Толкын
Толкын (каз. Толқын, до 199? г. — Стройплощадка) — село в Енбекшиказахском районе Алматинской области Казахстана. Входит в состав Тескенсуского сельского округа. Код КАТО — 194079300.

## Население
В 1999 году население села составляло 656 человек (318 мужчин и 338 женщин). По данным переписи 2009 года, в селе проживали 1004 человека (528 мужчин и 476 женщин).